# ピーター・ナイガード

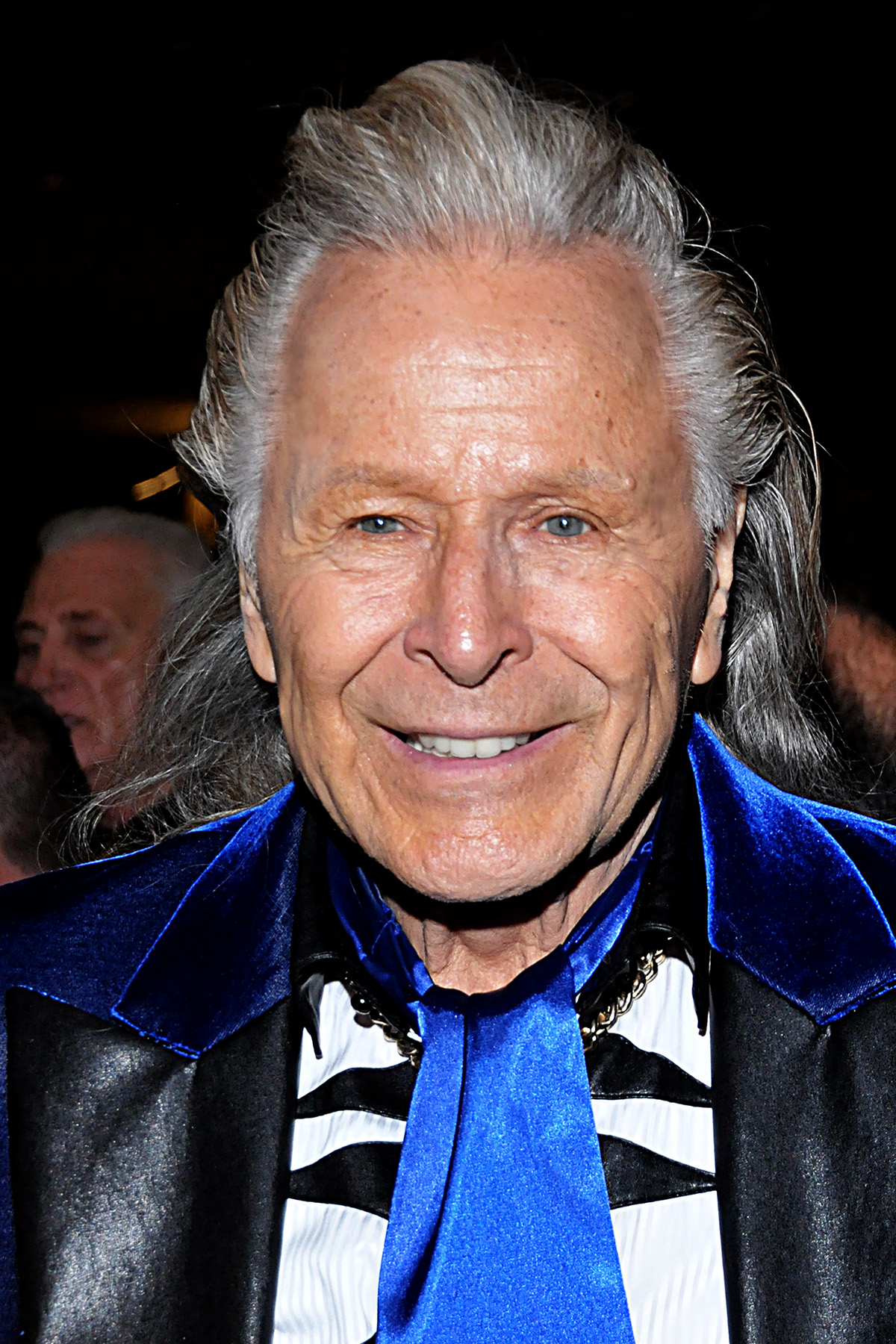
ピーター・ナイガード、2016年

ピーター・J・ナイガード（Peter J. Nygård、1941年7月24日 - ）は、ウィニペグに拠点を置く婦人服ブランドの、ナイガード・インターナショナルの創立者および会長を務める、フィンランド系カナダ人のファッションエグゼクティブ。2009年の『カナディアン・ビジネス・マガジン』によると、彼は8億1700万ドルの純資産を保有しており、70番目に富裕なカナダ人である。2020年2月、10人の女性が、ナイガードがバハマの海辺の屋敷で彼女らを強姦し、「性的人身売買組織」を運営したとして訴訟を起こした。

## 経歴
ナイガードは1941年にフィンランドのヘルシンキで生まれた。
1964年、彼はノースダコタ大学で経営学の学位を取得して卒業した。

## 訴訟
ナイガードは虐待的な労働環境、脱税、セクシャルハラスメント、強姦で告発されている。
- 2019年11月24日、バハマの警察は、ナイガードに対する6件の強姦の告発の捜査を開始した（被害者は全員16歳未満だった）[5]。

- 2020年2月13日、10人の女性がニューヨークでナイガードに対して集団訴訟を起こし、彼のバハマの居宅でレイプされたと告発した。また、彼女らはナイガードが性的人身売買組織を運営したと主張している（告発者のうち8人は未成年者だった）[6]。

## 私生活

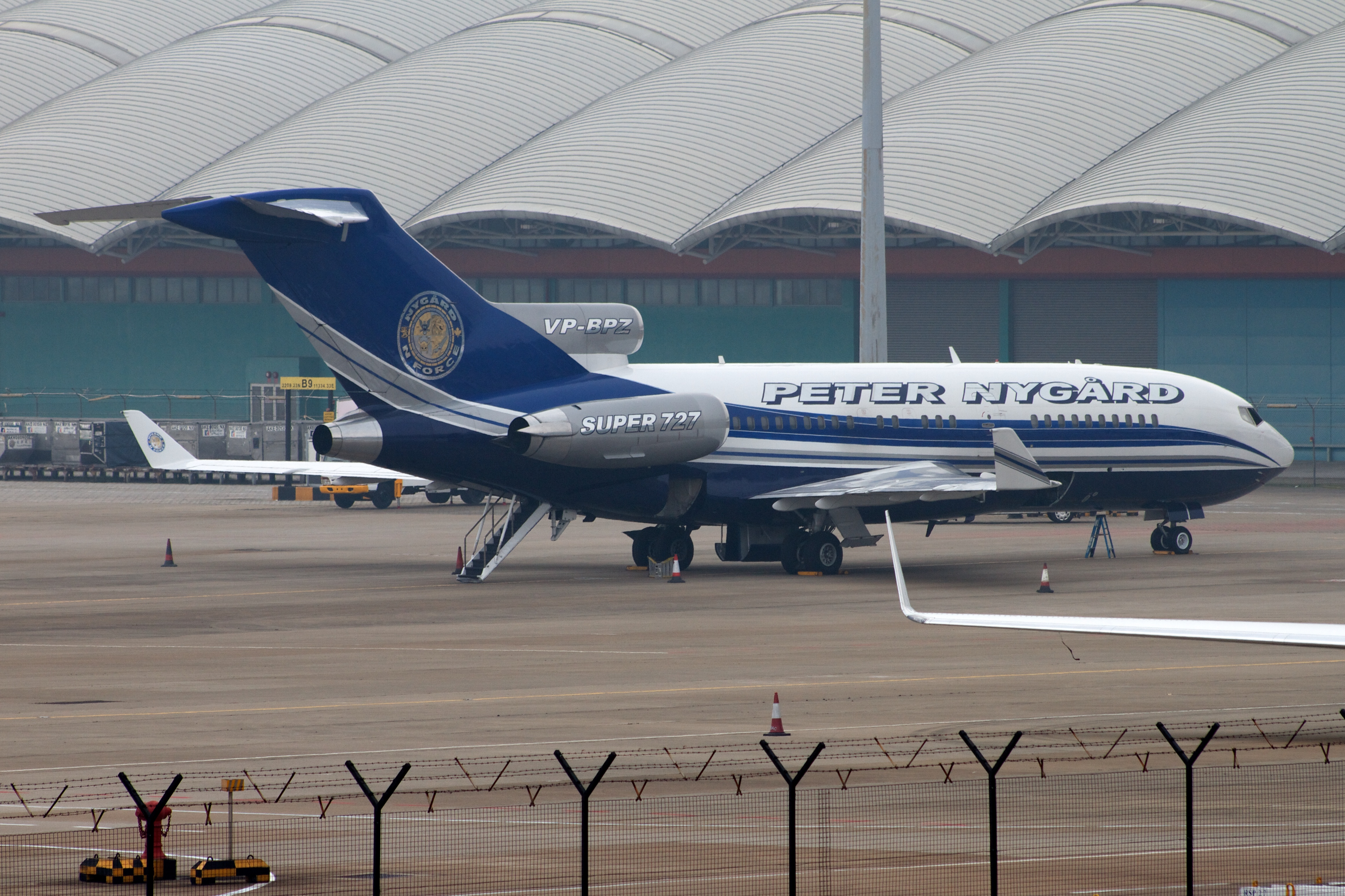
彼が所有する航空機の一つ。 2012年

彼は8人の女性との間に10人の子供を儲けている。
2020年12月15日、ナイガードは犯罪人引渡し条約の適用を受けて、カナダのウィニペグで逮捕された。2021年9月現在、引き渡し手続きとアメリカへの移送に備えて拘置所に収容されており、体調不良や新型コロナウイルス感染症罹患のおそれを理由とした保釈請求は却下されている。